# Atal
Atal (Atalakhara) – jedna z podstawowych współczesnych akhar (szkół) hinduistycznych ascetów (sadhu) tradycji naga (nagasanjasinów).

## Historia
Zgodnie z tradycją dziesięć zakonów swamich i siedem akhar utworzył Adi Śankaraćarja.
Atalakhara powstała w 647 w miejscowości Gondwana (Gondavana) w Indiach.

## Recepcja
Członkowie tej akhary biorą udział w ogólnoindyjskich religijnych świętach kumbhamela.
Często w stowarzyszeniu z akharami mahanirwani i gudara.
Współcześnie atal ma swoje centra w:
- Benares
- Haridwar
- Ujjain
- Baroda
- Trambakeshwar.

Liczebnie, atalakhara jest zaliczana do mniejszych, spośród grupy wiodących akhar.

## Kult
Osobistym bóstwem (isztadewata) członków tej akhary, jak i tytularnym bóstwem tej szkoły jest Ganeśa, syn Śiwy i Parwati. Jego oręż nosi tu imiona: Sūrjaprakāśa i Ćanḍprakāśa.